# Werner Krauss (Romanist)

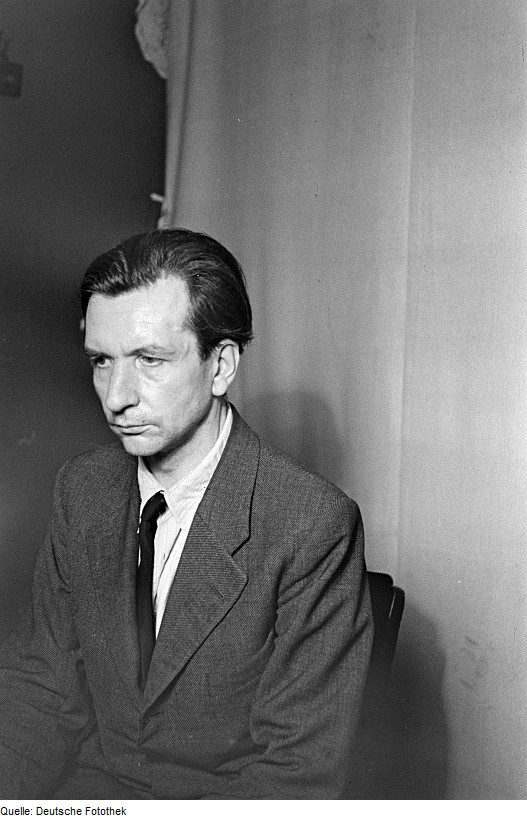
Werner Krauss 1946

Werner Krauss (* 7. Juni 1900 in Stuttgart; † 28. August 1976 in Ost-Berlin) war ein deutscher Romanist, Widerstandskämpfer gegen den Nationalsozialismus sowie Politiker der KPD und SED-Funktionär.

## Leben
Werner Krauss war ein Sohn des Archivrats Rudolf Krauss und dessen Ehefrau Ottilie Krauss, geborene Schüle, einer Schwester von Eberhard Koebels Mutter. Im Juni 1918 legte er am Eberhard-Ludwigs-Gymnasium in Stuttgart das Abitur ab und wurde anschließend zum Wehrdienst eingezogen.
Nach Entlassung aus der Armee studierte Krauss an der Ludwig-Maximilians-Universität München und der Friedrich-Wilhelms-Universität Berlin Literaturwissenschaften, insbesondere Romanistik. Von 1922 bis 1926 lebte er in Spanien. 1929 wurde er bei Karl Vossler, bei dem auch Victor Klemperer studiert hatte, zum Dr. phil. promoviert. Seit April 1931 war er Assistent am Romanischen Seminar der Philipps-Universität Marburg und habilitierte sich im Jahr darauf bei Erich Auerbach. Nach dessen Amtsenthebung durch die Nationalsozialisten kam Krauss den Lehrverpflichtungen des jüdischstämmigen Hochschullehrers nach. Eine Professur wollten ihm die Machthaber indes nicht einräumen, da sie an seiner ideologischen Zuverlässigkeit zweifelten.  Als Dozent in Marburg wurde er im August 1940 zur Wehrmacht eingezogen und einer Dolmetscher-Kompanie zugeteilt.
Über seinen Freund, den Psychiater John Rittmeister, und dessen Kreis kam er mit Harro Schulze-Boysen in Verbindung. Mit seiner Freundin Ursula Goetze beteiligte er sich in Berlin-Schöneberg an der Zettelklebeaktion gegen die Ausstellung „Das Sowjetparadies“ im Berliner Lustgarten. Im November 1942 wurde er als Mitglied der Roten Kapelle verhaftet und am 18. Januar 1943 wegen Beihilfe zum Hochverrat vom Reichskriegsgericht zum Tod verurteilt. Neben der Zettelklebeaktion wurde ihm das Abhören ausländischer Sender und das Lesen und die Weitergabe von „Hetzschriften“ zur Last gelegt.
Das Todesurteil wurde nicht vollstreckt, sondern mit Hilfe psychiatrischer Gutachten und der Fürsprache einflussreicher Wissenschaftler am 14. September 1944, nach Aufenthalten in verschiedenen Gefängnissen (u. a. in Plötzensee) und  in der Psychiatrie, zu fünf Jahren Zuchthaus abgemildert. In der Plötzenseer Todeszelle schrieb er mit gefesselten Händen einen skurrilen Schlüsselroman mit einem Luftwaffenoffizier (Harro Schulze-Boysen) als Zentralfigur: PLN – Die Passionen der halykonischen Seele.
Dennoch wäre Krauss kurz vor Kriegsende beinahe noch umgekommen. Aus dem Wehrmachtgefängnis Torgau wurde er zusammen mit anderen Häftlingen in Richtung Osten in Marsch gesetzt. Der Gefangenenmarsch wurde aber von vorrückenden US-Soldaten aufgehalten.
Das Kriegsende erlebte er in Eger, wo er am 16. Juni aus amerikanischer Kriegsgefangenschaft entlassen wurde. Von dort kehrte er nach Marburg zurück. Dort gehörte er einem Gremium an, das für die Entnazifizierung der Professoren zuständig war.
Krauss trat bereits im Sommer 1945, unmittelbar nach dessen Gründung, dem Kulturbund zur demokratischen Erneuerung Deutschlands bei. Im Herbst 1945 beteiligte er sich gemeinsam mit Karl Jaspers, Dolf Sternberger und Alfred Weber an der Gründung der Monatszeitschrift Die Wandlung, die eine beachtliche Auflagenstärke erreichte.
Zu Beginn des Jahres 1946 trat er in die KPD ein. Ab 19. Februar wurde er gar als Vertreter der KPD in den beratenden Landesausschuss von Groß-Hessen ernannt. Er schied aber bereits zum 15. Mai desselben Jahres, zu Gunsten von Jo Mihaly, aus dem Vorparlament aus.
Am 2. Mai 1946 erhielt er endlich die lang ersehnte Professur und wurde zum Professor für Romanische Philologie in Marburg ernannt. Aus gesundheitlichen Gründen ließ er sich jedoch im Wintersemester 1946/47 beurlauben. Zum Ende des Sommersemesters 1947 gab er seine Professur in Marburg auf. Am 20. September 1947 zog er nach Leipzig und nahm dort anschließend die Berufung zum Ordinarius für Romanische Philologie an. Seine Mitarbeit an Die Wandlung stellte er nun gänzlich ein.
Nach seiner Übersiedlung in die DDR wurde er Mitglied des Parteivorstandes der SED.
Einer der Schwerpunkte des wissenschaftlichen Werks von Werner Krauss war die französische Aufklärung. 1955 gründete Krauss in Leipzig im Rahmen der Deutschen Akademie der Wissenschaften eine Arbeitsgruppe zur Geschichte der deutschen und französischen Aufklärung. Neben seinen eigenen Editionen (z. B. von Cartaud de la Villatte) veranlasste er auch Übersetzungen bedeutender Werke zur Aufklärung. Krauss verstand die Beschäftigung mit der Aufklärung immer auch als Beitrag zur Selbstverständigung der Gegenwart. 1958 wurde er Professor an der Akademie der Wissenschaften; 1964 wurde er emeritiert.

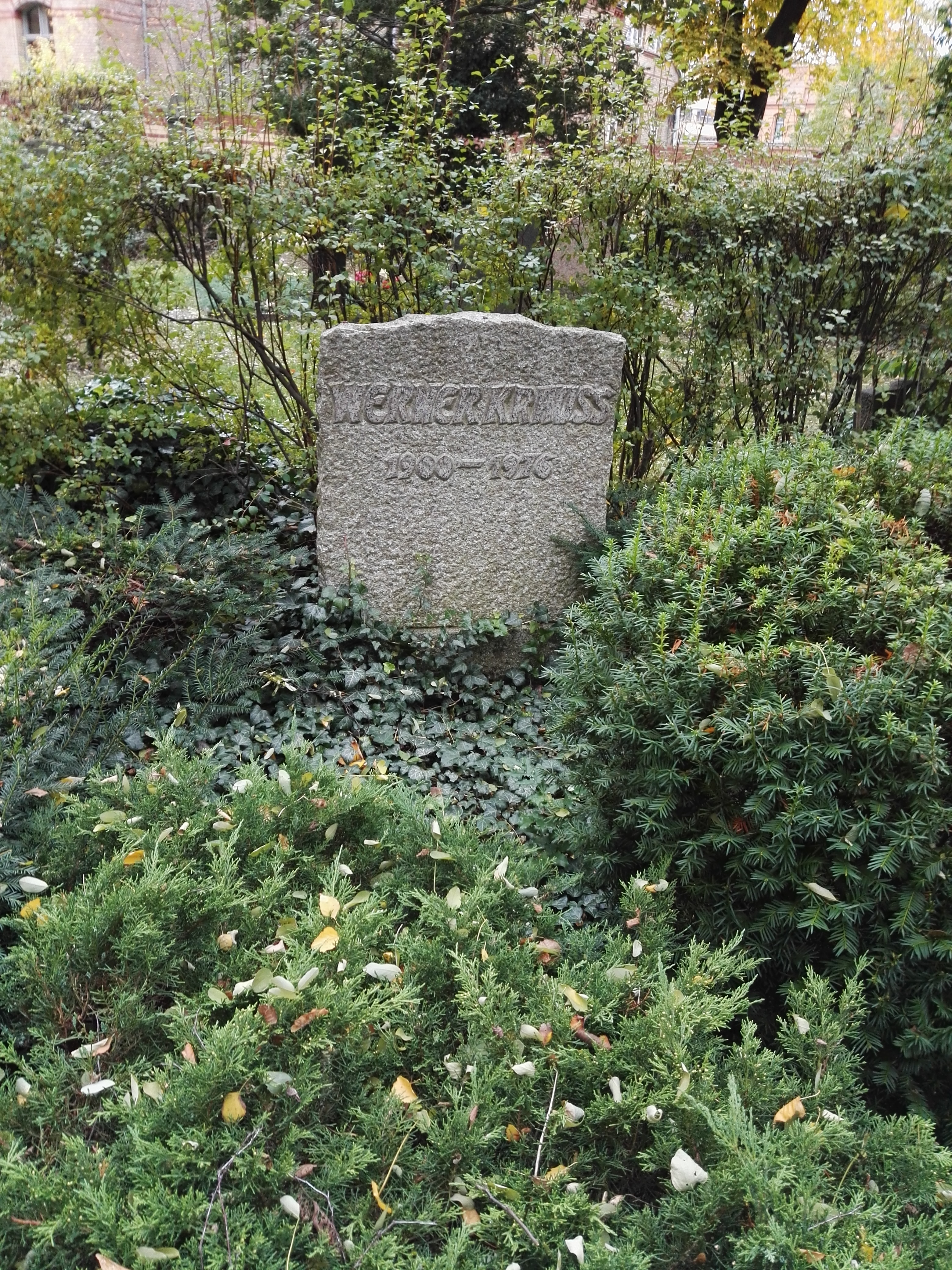
Grabstätte

Sein Grab befindet sich auf dem Friedhof der Dorotheenstädtischen und Friedrichswerderschen Gemeinden in Berlin.

## Auszeichnungen und Ehrungen
- 1949: Nationalpreis der DDR III. Klasse
- 1955: Vaterländischer Verdienstorden in Bronze
- 1965: Hervorragender Wissenschaftler des Volkes
- 1970: Vaterländischer Verdienstorden in Silber
- 1975: Vaterländischer Verdienstorden in Gold

## Veröffentlichungen
Werkausgabe

Wissenschaftliches Werk
1. Literaturtheorie, Philosophie und Politik. Aufbau-Verlag, Berlin und Weimar 1984, 2. Aufl. 1987
2. Cervantes und seine Zeit. Hrsg. Werner Bahner. de Gruyter, Berlin 1990
3. Spanische, italienische und französische Literatur im Zeitalter des Absolutismus. de Gruyter, 1997
4. Essays zur spanischen und französischen Literatur- und Ideologiegeschichte der Moderne. de Gruyter, 1997
5. Aufklärung 1: Frankreich 1. Hrsg. Winfried Schröder. Aufbau, Berlin / Weimar 1991, ISBN 3-351-01718-9
6. Aufklärung 2: Frankreich 2. Aufbau, Berlin / Weimar 1987, ISBN 3-351-00583-0
7. Aufklärung 3: Deutschland und Spanien. Hrsg. Martin Fontius. de Gruyter, Berlin 1996
8. Sprachwissenschaft und Wortgeschichte. de Gruyter, 1997

Einzelveröffentlichungen
- Graciáns Lebenslehre. Klostermann, Frankfurt 1947, 2. Auflage: ebd. 2000 (Krauss schrieb dieses Buch über den spanischen Moralisten Gracián in der Todeszelle des Zuchthauses Plötzensee)
- Fontenelle und die Aufklärung. Wilhelm Fink, München 1969
- Die Aufklärung in Spanien, Portugal und Lateinamerika. ebd. 1973
- Literaturgeschichte als geschichtlicher Auftrag. Argument, Berlin 1979
- Hans Kortum, Christa Gohrisch (Hrsg.): Zur Anthropologie des 18. Jahrhunderts. Die Frühgeschichte der Menschheit im Blickpunkt der Aufklärung. Hanser, München 1979; TB: Ullstein, Frankfurt 1987
- Die Innenseite der Weltgeschichte. Ausgewählte Essays über Sprache & Literatur. Reclam, Leipzig 1983
- Manfred Naumann (Hrsg.): Vor gefallenem Vorhang. Aufzeichnungen eines Kronzeugen des Jahrhunderts. Fischer-TB, Frankfurt 1995
- Elisabeth Fillmann, Karlheinz Barck (Hrsg.): Die nabellose Welt. Mit drei Visionen von Nuria Quevedo. Basisdruck, Berlin 2001
- Peter Jehle, Peter-Volker Springborn (Hrsg.): Ein Romanist im Widerstand. Briefe an die Familie und andere Dokumente. Weidler, Berlin 2004
- PLN. Die Passionen der halykonischen Seele. Roman. Rütten und Loening, Berlin 1980 / Klostermann, Frankfurt 1983 (zuerst 1946)
- Elisabeth Fillmann, Peter Jehle, Peter-Volker Springborn (Hrsg.): Werner Krauss. Briefe 1922–1976. Klostermann, Frankfurt 2002 (GoogleBooks).
- Grundprobleme der Literaturwissenschaft. Rowohlt, Reinbek 1968